# Memento Mori Tour
Memento Mori Tour (též nazýváno jako Memento Mori World Tour) bylo celosvětové koncertní turné britské hudební skupiny Depeche Mode na podporu jejího patnáctého studiového alba, Memento Mori. Turné začalo 23. března 2023 v americkém Sacramentu a skončilo 8. dubna 2024 v Kolíně nad Rýnem. Jednalo se o první turné skupiny pořádané bez Andrewa Fletchera, který zemřel 26. května 2022.
Turné bylo poprvé oznámeno 4. října 2022 na tiskové konferenci v Berlíně. Třetí, severoamerická část turné, byla oznámena 16. února 2023.
10. července 2023 byla oznámena druhá evropská část turné na rok 2024.

## Setlist
Severní Amerika (1. a 3. část) a Evropa (2. a 4. část)
1. Úvod („Speak to Me“)
2. „My Cosmos Is Mine“
3. „Wagging Tongue“
4. - „Walking in My Shoes“
  - „It's No Good“
5. - „It's No Good“
  - „Walking in My Shoes“
6. - „Sister of Night“
  - „Policy of Truth“
7. „In Your Room“ (Zephyr mix)
8. „Everything Counts“
9. „Precious“
10. - „Speak to Me“
  - „My Favourite Stranger“
  - „Before We Drown“
11. - „A Question of Lust“ (*)
  - „Home“ (*)
  - „Strangelove“ (akusticky) (*)
12. - „Soul with Me“ (akusticky) (*)
  - „Shake the Disease“ (akusticky) (*)
  - „But Not Tonight“ (akusticky) (*)
  - „Dressed in Black“ (akusticky) (*)
  - „Heaven“ (akusticky) (*)
  - „Somebody“ (*)
  - „Home“ (akusticky) (*)
13. „Ghosts Again“
14. „I Feel You“
15. „A Pain That I'm Used To“ (Jacques Lu Cont remix)
16. - „World in My Eyes“
  - „Behind the Wheel“
17. - „Wrong“
  - „Black Celebration“
18. „Stripped“
19. „John the Revelator“
20. „Enjoy the Silence“
Přídavek
21. - „Waiting for the Night“
  - „Condemnation“
22. „Just Can't Get Enough“
23. „Never Let Me Down Again“
24. „Personal Jesus“

„(*)“ značí písně, které zpíval Martin Gore.

## Seznam koncertů
| Datum                     | Město                     | Stát                      | Hala                       | Předskokani                     |
| 1. část – Severní Amerika | 1. část – Severní Amerika | 1. část – Severní Amerika | 1. část – Severní Amerika  | 1. část – Severní Amerika       |
| ------------------------- | ------------------------- | ------------------------- | -------------------------- | ------------------------------- |
| 23. března 2023           | Sacramento                | USA                       | Golden 1 Center            | Kelly Lee Owens                 |
| 25. března 2023           | San José                  | USA                       | SAP Center                 | Kelly Lee Owens                 |
| 28. března 2023           | Los Angeles               | USA                       | Kia Forum                  | Kelly Lee Owens                 |
| 30. března 2023           | Las Vegas                 | USA                       | T-Mobile Arena             | Kelly Lee Owens                 |
| 2. dubna 2023             | San Antonio               | USA                       | AT&T Arena                 | Kelly Lee Owens                 |
| 5. dubna 2023             | Chicago                   | USA                       | United Center              | Kelly Lee Owens                 |
| 7. dubna 2023             | Toronto                   | Kanada                    | Scotiabank Arena           | Kelly Lee Owens                 |
| 9. dubna 2023             | Québec                    | Kanada                    | Videotron Center           | Kelly Lee Owens                 |
| 12. dubna 2023            | Montréal                  | Kanada                    | Centre Bell                | Kelly Lee Owens                 |
| 14. dubna 2023            | New York                  | USA                       | Madison Square Garden      | Stella Rose & the Dead Language |
| 2. část – Evropa          |                           |                           |                            |                                 |
| 16. května 2023           | Amsterdam                 | Nizozemsko                | Ziggo Dome                 | Cold Cave                       |
| 18. května 2023           | Amsterdam                 | Nizozemsko                | Ziggo Dome                 | Cold Cave                       |
| 20. května 2023           | Antverpy                  | Belgie                    | Sportpaleis Antwerpen      | Cold Cave                       |
| 23. května 2023           | Stockholm                 | Švédsko                   | Friends Arena              | Cold Cave                       |
| 26. května 2023           | Lipsko                    | Německo                   | Leipziger Festwiese        | Cold Cave                       |
| 28. května 2023           | Bratislava                | Slovensko                 | Národný futbalový štadión  | Cold Cave                       |
| 31. května 2023           | Lyon                      | Francie                   | Groupama Stadium           | Young Fathers                   |
| 2. června 2023            | Barcelona                 | Španělsko                 | Primavera Sound Festival   | —                               |
| 4. června 2023            | Düsseldorf                | Německo                   | Merkur Spiel-Arena         | Young Fathers                   |
| 6. června 2023            | Düsseldorf                | Německo                   | Merkur Spiel-Arena         | Young Fathers                   |
| 9. června 2023            | Madrid                    | Španělsko                 | Primavera Sound Festival   | —                               |
| 11. června 2023           | Bern                      | Švýcarsko                 | Stadion Wankdorf           | Young Fathers                   |
| 14. června 2023           | Dublin                    | Irsko                     | Malahide Castle            | Young Fathers                   |
| 17. června 2023           | Londýn                    | Velká Británie            | Twickenham Stadium         | Young Fathers                   |
| 20. června 2023           | Mnichov                   | Německo                   | Olympiastadion             | Young Fathers                   |
| 22. června 2023           | Lille                     | Francie                   | Stade Pierre-Mauroy        | Jehnny Beth                     |
| 24. června 2023           | Paříž                     | Francie                   | Stade de France            | Jehnny Beth                     |
| 27. června 2023           | Kodaň                     | Dánsko                    | Parken                     | Jehnny Beth                     |
| 29. června 2023           | Frankfurt                 | Německo                   | Deutsche Bank Park         | Jehnny Beth                     |
| 1. července 2023          | Frankfurt                 | Německo                   | Deutsche Bank Park         | Jehnny Beth                     |
| 4. července 2023          | Bordeaux                  | Francie                   | Matmut Atlantique          | Jehnny Beth                     |
| 7. července 2023          | Berlín                    | Německo                   | Olympiastadion             | Jehnny Beth                     |
| 9. července 2023          | Berlín                    | Německo                   | Olympiastadion             | Hælos                           |
| 12. července 2023         | Řím                       | Itálie                    | Stadio Olimpico            | Hælos                           |
| 14. července 2023         | Milán                     | Itálie                    | San Siro                   | Hælos                           |
| 16. července 2023         | Bologna                   | Itálie                    | Stadio Renato Dall'Ara     | Hælos                           |
| 21. července 2023         | Klagenfurt                | Rakousko                  | Wörthersee Stadion         | Hælos                           |
| 23. července 2023         | Záhřeb                    | Chorvatsko                | Arena Zagreb               | Hælos                           |
| 26. července 2023         | Bukurešť                  | Rumunsko                  | Arena Națională            | Hælos                           |
| 28. července 2023         | Budapešť                  | Maďarsko                  | Puskás Aréna               | Hope                            |
| 30. července 2023         | Praha                     | Česko                     | Letiště Letňany            | Hope                            |
| 2. srpna 2023             | Varšava                   | Polsko                    | PGE Narodowy               | Hope                            |
| 4. srpna 2023             | Krakov                    | Polsko                    | Tauron Arena               | Hope                            |
| 6. srpna 2023             | Tallinn                   | Estonsko                  | Tallinna Lauluväljak       | Hope                            |
| 11. srpna 2023            | Oslo                      | Norsko                    | Telenor Arena              | Hope                            |
| 3. část – Severní Amerika |                           |                           |                            |                                 |
| 21. září 2023             | Mexiko                    | Mexiko                    | Foro Sol                   | Kelly Lee Owens                 |
| 23. září 2023             | Mexiko                    | Mexiko                    | Foro Sol                   | Kelly Lee Owens                 |
| 25. září 2023             | Mexiko                    | Mexiko                    | Foro Sol                   | Kelly Lee Owens                 |
| 29. září 2023             | Austin                    | USA                       | Moody Center               | DIIV                            |
| 1. října 2023             | Dallas                    | USA                       | American Airlines Center   | DIIV                            |
| 4. října 2023             | Houston                   | USA                       | Toyota Center              | DIIV                            |
| 7. října 2023             | New Orleans               | USA                       | Smoothie King Center       | DIIV                            |
| 10. října 2023            | Orlando                   | USA                       | Amway Center               | DIIV                            |
| 12. října 2023            | Miami                     | USA                       | Kaseya Center              | DIIV                            |
| 15. října 2023            | Atlanta                   | USA                       | State Farm Arena           | DIIV                            |
| 19. října 2023            | Nashville                 | USA                       | Bridgestone Arena          | DIIV                            |
| 21. října 2023            | New York                  | USA                       | Barclays Center            | DIIV                            |
| 23. října 2023            | Washington, D.C.          | USA                       | Capital One Arena          | DIIV                            |
| 25. října 2023            | Filadelfie                | USA                       | Wells Fargo Center         | DIIV                            |
| 28. října 2023            | New York                  | USA                       | Madison Square Garden      | DIIV                            |
| 31. října 2023            | Boston                    | USA                       | TD Garden                  | DIIV                            |
| 3. listopadu 2023         | Montréal                  | Kanada                    | Centre Bell                | DIIV                            |
| 5. listopadu 2023         | Toronto                   | Kanada                    | Scotiabank Arena           | DIIV                            |
| 8. listopadu 2023         | Detroit                   | USA                       | Little Caesars Arena       | DIIV                            |
| 10. listopadu 2023        | Cleveland                 | USA                       | Rocket Mortgage FieldHouse | DIIV                            |
| 13. listopadu 2023        | Chicago                   | USA                       | United Center              | DIIV                            |
| 16. listopadu 2023        | Denver                    | USA                       | Ball Arena                 | Young Fathers                   |
| 18. listopadu 2023        | Salt Lake City            | USA                       | Vivint Smart Homes Arena   | Young Fathers                   |
| 21. listopadu 2023        | Edmonton                  | Kanada                    | Rogers Place               | Young Fathers                   |
| 24. listopadu 2023        | Vancouver                 | Kanada                    | Rogers Arena               | Young Fathers                   |
| 26. listopadu 2023        | Seattle                   | USA                       | Climate Pledge Arena       | Young Fathers                   |
| 28. listopadu 2023        | Portland                  | USA                       | MODA Center                | Young Fathers                   |
| 1. prosince 2023          | Las Vegas                 | USA                       | T-Mobile Arena             | Young Fathers                   |
| 3. prosince 2023          | San Francisco             | USA                       | Chase Center               | Young Fathers                   |
| 6. prosince 2023          | San Diego                 | USA                       | Pechanga Arena             | Young Fathers                   |
| 8. prosince 2023          | San Diego                 | USA                       | Pechanga Arena             | Young Fathers                   |
| 10. prosince 2023         | Los Angeles               | USA                       | Kia Arena                  | Young Fathers                   |
| 12. prosince 2023         | Los Angeles               | USA                       | Kia Arena                  | Young Fathers                   |
| 15. prosince 2023         | Los Angeles               | USA                       | Crypto.com Arena           | Young Fathers                   |
| 17. prosince 2023         | Los Angeles               | USA                       | Crypto.com Arena           | Young Fathers                   |
| 4. část – Evropa          |                           |                           |                            |                                 |
| 22. ledna 2024            | Londýn                    | Velká Británie            | The O2 arena               | Nadine Shah                     |
| 24. ledna 2024            | Birmingham                | Velká Británie            | Utilita Arena Birmingham   | Nadine Shah                     |
| 27. ledna 2024            | Londýn                    | Velká Británie            | The O2 arena               | Nadine Shah                     |
| 29. ledna 2024            | Manchester                | Velká Británie            | AO Arena                   | Nadine Shah                     |
| 31. ledna 2024            | Glasgow                   | Velká Británie            | OVO Hydro                  | Nadine Shah                     |
| 3. února 2024             | Dublin                    | Irsko                     | 3Arena                     | Nadine Shah                     |
| 6. února 2024             | Antverpy                  | Belgie                    | Sportpaleis                | Nadine Shah                     |
| 8. února 2024             | Amsterdam                 | Nizozemsko                | Ziggo Dome                 | Nadine Shah                     |
| 10. února 2024            | Kodaň                     | Dánsko                    | Royal Arena                | Nadine Shah                     |
| 13. února 2024            | Berlín                    | Německo                   | Mercedes-Benz Arena        | Humanist                        |
| 15. února 2024            | Berlín                    | Německo                   | Mercedes-Benz Arena        | Humanist                        |
| 17. února 2024            | Hamburk                   | Německo                   | Barclays Arena             | Humanist                        |
| 20. února 2024            | Berlín                    | Německo                   | Mercedes-Benz Arena        | Humanist                        |
| 22. února 2024            | Praha                     | Česko                     | O2 arena                   | Humanist                        |
| 24. února 2024            | Praha                     | Česko                     | O2 arena                   | Humanist                        |
| 27. února 2024            | Lodž                      | Polsko                    | Atlas Arena                | Humanist                        |
| 29. února 2024            | Lodž                      | Polsko                    | Atlas Arena                | Humanist                        |
| 3. března 2024            | Paříž                     | Francie                   | Accor Arena                | Suzie Stapleton                 |
| 5. března 2024            | Paříž                     | Francie                   | Accor Arena                | Suzie Stapleton                 |
| 7. března 2024            | Mnichov                   | Německo                   | Olympiahalle               | Suzie Stapleton                 |
| 12. března 2024           | Madrid                    | Španělsko                 | WiZink Center              | Suzie Stapleton                 |
| 14. března 2024           | Madrid                    | Španělsko                 | WiZink Center              | Suzie Stapleton                 |
| 16. března 2024           | Barcelona                 | Španělsko                 | Palau Sant Jordi           | Suzie Stapleton                 |
| 19. března 2024           | Lisabon                   | Portugalsko               | Altice Arena               | Suzie Stapleton                 |
| 21. března 2024           | Bilbao                    | Španělsko                 | Bizkaia Arena              | Suzie Stapleton                 |
| 23. března 2024           | Turín                     | Itálie                    | Pala Alpitour              | Deeper                          |
| 26. března 2024           | Budapešť                  | Maďarsko                  | MVM Dome                   | Deeper                          |
| 28. března 2024           | Milán                     | Itálie                    | Mediolanum Forum           | Deeper                          |
| 30. března 2024           | Milán                     | Itálie                    | Mediolanum Forum           | Deeper                          |
| 3. dubna 2024             | Kolín nad Rýnem           | Německo                   | Lanxess Arena              | Deeper                          |
| 5. dubna 2024             | Kolín nad Rýnem           | Německo                   | Lanxess Arena              | Deeper                          |
| 8. dubna 2024             | Kolín nad Rýnem           | Německo                   | Lanxess Arena              | Deeper                          |

### Zrušená vystoupení
| Datum         | Město    | Stát   | Hala               | Důvod                            |
| ------------- | -------- | ------ | ------------------ | -------------------------------- |
| 8. srpna 2023 | Helsinky | Finsko | Kaisaniemen Puisto | Nepříznivé povětrnostní podmínky |

## Hudebníci

### Depeche Mode
- Dave Gahan – zpěv
- Martin Gore – kytara, syntezátor, hlavní a doprovodný zpěv

### Hostující hudebníci
- Christian Eigner – bicí, klávesy
- Peter Gordeno – syntezátor, basová kytara, doprovodný zpěv